# Wallers
Wallers é uma comuna francesa na região administrativa de Altos da França, no departamento de Nord. Estende-se por uma área de 20,89 km². Em 2010 a comuna tinha 5 607 habitantes (densidade: 268,4 hab./km²).

## Tour de France

### Chegadas
- 2010 :